# Salle Marcel-Cerdan
La salle Marcel-Cerdan est une salle de basket-ball située à Brest et utilisée pour les matchs de basket-ball de l'Étendard de Brest et pour des galas de boxe.

## Histoire
Après la guerre 39-45, Brest ne dispose pas de salle de sport. Il est donc décidé d’utiliser un ancien terrain de la Marine à Kéroriou, rue Amiral-Courbet pour y bâtir, à partir d’un ancien hangar d’aviation, la salle Marcel-Cerdan.
En effet, le 21 septembre 1948, le boxeur Marcel Cerdan est sacré champion du Monde de boxe des poids moyens après sa victoire sur l'américain Tony Zale. Il partait remettre son titre en jeu en octobre 1949, lorsque l’avion l’emmenant aux États-Unis s’est écrasé au-dessus des Açores.
La salle Marcel-Cerdan est inaugurée le 27 mai 1950, la première salle couverte multifonction d’une capacité de 3 000 spectateurs, où sont pratiqués le basket-ball, le tennis, le handball, le volley, l’escrime, et bien sûr la boxe. La gestion est confiée aux comités de direction de l’office des sports de l’époque.
Très populaires, les galas de boxe attiraient de nombreux spectateurs surtout qu’il y avait des boxeurs professionnels à Brest ! S’y déroulait aussi le tirage de la loterie nationale suivi d’un spectacle gratuit, des spectateurs s’installaient même sur la charpente métallique pour y assister.
Progressivement la vocation sportive de la salle s’affirme, même si après l’incendie du Palais des arts et de la culture en novembre 1981, elle servira de salle spectacle jusqu’à l’ouverture de l’actuel Quartz en 1988.
L'équipe de basket l'Étendard de Brest en est le club résident. Chaque année le Tournoi des as y est organisé.
Vouée à la démolition, le devenir du site d'1,3 hectare est ouvert à un appel en projet en 2018, après une phase de concertation préalable en 2017, suivi en 2019 de phases de concertations, la métropole y intégrant la population. En septembre 2020, le site est en phase de démolition un quartier résidentiel prendra place sur la surface de 1,3 hectare.

## Événements sportifs marquants
- Juin 1950 : Finale de la coupe du Finistère de basket-ball Milice Saint Michel contre l’Étoile sportive de Kerbonnaise
- Décembre 1951 : Le PL Sanquer gagne Finale de la coupe du Finistère de basket-ball contre l’Espérance
- Décembre 1952 : Finale de la coupe du Finistère de basket-ball, Stade Brestois contre l’Espérance
- Novembre 1952 : Royer le champion de France de catch bat Antonio Salinas le champion d’Espagne.
- Janvier 1954 : Championnat de France de boxe.
- Avril 1954 : Match international de boxe France-Danemark
- Janvier 1957: Championnat de France de boxe, rencontre entre Dante Bini et Robert Tartari
- Juin 1960 : Tournée des Harlem Globetrotters organisé par le PL Sanquer

- 1972 match de gala France RDA (à l'époque vice-championne du monde de handball).
- Octobre 1989 : Gala du boxing club brestois en présence de René Jacquot (champion du Monde de boxe)
- Mai 1991 : combat de boxe avec Fabrice Bénichou champion d’Europe poids plumes contre John Davison
- Avril 1997 : Gala de gymnastique, France-Russie organisé par le CGBI
- Septembre 1997 : Challenge Maranne de handball organisé par l’USAM
- Mai 1999 : Mémorial Jean Paul Tanguy organisé par l’Étendard de Brest
- Août 2000 : France-Autriche de handball féminin organisé par la Ligue de Bretagne de handball.
- Octobre 2000 : Tournoi international des as de basket-ball organisé par le Brest Basket Sports
- Février 2001 : Demi-finale de coupe de France de basket-ball Étendard de Brest-ASVEL Lyon-Villeurbanne
- Mai 2005 : Montée de l’Étendard de Brest en Pro A, et 8e de finale de coupe de France Étendard de Brest-Paris Basket Racing

## Historique des spectacles
Édith Piaf se produira deux fois dans la salle brestoise en 1950 et 1958.
- 1950 : Tirage de la Loterie nationale, Gala Music-hall suivi du bal de Camille Sauvage, Foire exposition, Finale des Tréteaux Chantants animés par Jean Garnier et Bruno Lorenzoni (champion d’accordéon), Spectacle d’Édith Piaf

- 1951 : 2e festival des vedettes du disco 1951 avec Robert Lamoureux

- 1958 : Concert d’Édith Piaf

- 1960 : Hallyday On Ice

- 1982 : Théâtre de l’instance, Jean Guidoni, Manu Dibango, Marie Paule Belle

- 1983 : Théâtre de la folle pensée, Deller Consort, Concours de Cornemuses, Ballet national du Sénégal, Maurice André accompagné par l’orchestre de Paul Kuentz

- 1984 : Jazz Band Brestois, Jean-Félix Lalanne, Manu Lanhuel, Comédie musicale may fair Lady, Strollad ar vro bagan, Théâtre de l’arrache Cœur, Chorale Mouez Ar Mor

- 1995 : Bernard Haller, Jazz Band Brestois, Kevrenn Brest Sant-Mark, Squiban Scoarnec Quartet, Zouc, Ballet des Solistes de l’Opéra de Paris, Théâtre de l’ecume, Théâtre Jafabule, Brenda Wootton, Nevez Pellen Duo Jazz

- 1986 : Le Mime Marceau, Théâtre du Point du Jour, Théâtre Actuel, Karim Kacel, Strollad ar vro bagan, Rencontre départementales de théâtre amateur, Chœur Parlé de Brest, Louis Chedid

- 1987 : Alain Bashung, Rencontre départementales de théâtre amateur, Théâtre de l’instant

- 1988 : Maurice Kante, Maurane, Rufus, Michel Petrucciani, Kevrenn Brest Sant-Mark

- 2010 : Harlem Globetrotters